# Besilam Bukit Lembasa
Besilam Bukit Lembasa is een bestuurslaag in het regentschap Langkat van de provincie Noord-Sumatra, Indonesië. Besilam Bukit Lembasa telt 4159 inwoners (volkstelling 2010).